# Glauquites
Glauquites (en griego antiguo: Γλαυκύτης, romanizado: Glaukýtes) fue un alfarero griego, activo en Atenas a mediados del siglo VI a. C. Hizo copas de los pequeños maestros, de los cuales se conservan cinco copias firmadas.

## Obras
- anteriormente Basilea, comercio de arte: dos fragmentos una copa de bandas
- Berlín, Antikensammlung Berlin F 1761: copa de labios
- Berlín, Antikensammlung F 1799: copa de bandas (atribución, sin firmar)
- Bollingen, Colección Rolf Blatter (atribución, sin firmar)
- Londres, Museo Británico B 400: copa de bandas
- Múnich, Antikensammlungen 2243: copa de bandas, firmado junto con el alfarero Arquicles.[2]
- Oxford, Museo Ashmolean 1966.1103: Fragmento de una copa de bandas